# Kriptográfia
A kriptográfia (ógörög eredetű kif., κρυπτός (kryptós) = „rejtett”, γράφειν (gráphein) = „írni”, tehát „titkosírás”) egy mára önállóvá vált, erősen matematikai jelleget kapott, interdiszciplináris jellegű, de elsősorban informatikai tudományág, amely a rejtjelezéssel, titkosírásokkal, kódolással; azok előállításával és megfejtésével foglalkozik. Bizonyos okok miatt azonban azt is mondhatjuk, hogy a kriptográfia a matematika része; utóbbi tudományon belül a számelmélet, algebra, számítástudomány és valószínűségszámítás határterületeként sorolható be. Eredetileg, a 19. század előtt a nyelvtudomány részének tartották.
Egy kommunikációs folyamat során továbbított nyilvános üzenetet akkor nevezünk titkos(ított)nak, ha a feladó olyan formá(tum)ban küldi, amit olvasni vagy fogadni esetleg többen is tudnak, de megérteni csak a fogadók egy megcélzott csoportja. A titkosságra való törekvés az emberi társadalmak velejárója; amely elsősorban a polgári és katonai titkosszolgálatok, állami szervezetek, a diplomácia, az ipari vagy egyéb kutatást is végző vállalatok, a személyes és visszaélésre is alkalmas adatokat kezelő cégek (bankok stb.), és általában szinte mindenki számára fontos. A kriptográfia jelen van mindennapjainkban is.

## Alapfogalmak
A titkosítandó szöveget vagy üzenetet nyílt szövegnek (angolul: plaintext) nevezzük. Maga a titkosító eljárás egy algoritmus, amely a nyílt szöveget egy másik szöveggé alakítja. Az utóbbi szöveget nevezzük titkosított szövegnek (cipher text). Az algoritmus alkalmazása a nyílt szövegre a kódolás vagy rejtjel'(e)'zés. A nyílt szöveget tekinthetjük számsorozatnak, a titkosított szöveget hasonlóképp, ilyen felfogásban a titkosító algoritmus egy matematikai függvény. Erről fel kell tennünk, hogy injektív, mivel a címzettnek vagy fogadónak képesnek kell lennie arra, hogy egyértelműen visszanyerje a nyílt szöveget a titkosított szövegből. Utóbbi folyamat, azaz a visszanyerés a dekódolás vagy (vissza/meg)fejtés.
Hogyan lehetséges, hogy a rejtjelezett szöveget mindenki olvasni tudja, de csak a felhasználó tudja megérteni, azaz csakis ő legyen képes a visszafejtésre? Ezt a lehetőséget az ún. kulcs biztosítja. A kulcs a rejtjelző eljárás egy olyan paramétere, amelyet csak a küldő és a megcélzott fogadók, a címzettek ismernek. A többi fogadó általában ismeri a rejtjelzés algoritmusát, illetve annak főbb elemeit, de nem ismeri a kulcsot. Enélkül pedig nem tudja, a rejtjelezett szöveg konkrétan milyen függvény alkalmazásával állt elő, és kénytelen egy általában végtelen nagy függvénycsaládon belül keresgélni. Ez néha elméletileg is, gyakrabban azonban szimplán csak gyakorlatilag, lehetetlenné illetve túlságosan költségessé teszi számára a visszafejtést.
Az olyan illetéktelen fogadókat, akiknek érdekükben is áll a nem nekik címzett titkos üzenetek visszafejtése és ezzel meg is próbálkoznak, gyakran támadó feleknek, míg a küldőket és illetékes címzetteket legális feleknek is nevezzük.

## A kriptográfia története
A kriptográfiával kapcsolatos említésre méltó események időrendben.

### Ókor
| ie. 600-500   | Héber tudósok egyszerű monoalfabetikus rejtjeleket szerkesztettek (például az atbas). |
| ie. 400 körül | - Hérodotosz feljegyezte, hogy egy palatáblán lévő üzenetet viasszal lefedve sikerült eljuttatni Perzsiából Görögországba (szteganográfia). - A spártaiak katonai rejtjelezésre szkütalét használtak. |
| ie. 50 körül  | Római rejtjel, mint például a Caesar-rejtjel. |

### Középkor
| 800-as évek | A Korán szövegének tanulmányozása közben arab tudósok a gyakoriságelemzés módszerét kifejlesztve megfejtettek monoalfabetikus helyettesítéssel rejtjelezett üzeneteket. |
| 1450-1520   | Létrejött a Voynich kézirat, egy ismeretlen betűkkel és nyelven írt könyv, amelynek tartalmát mind a mai napig nem sikerült megfejteni.                                 |
| 1466        | Leon Battista Alberti elkészítette az első általunk is ismert polialfabetikus rejtjelet, amelyhez dekóderkészüléket is feltalált.                                       |

### Újkor
| 1499         | Johannes Trithemius megírta a kriptográfiával és szteganográfiával foglalkozó híres könyvét. |
| 1530 után    | Megírták a Rohonci-kódexet, a ma Ausztriában található Rohoncon, a Batthyány család könyvei közt fellelt, máig ismeretlen nyelvű és írásrendszerű dokumentumot.                                                   |
| 1553         | Giovan Batista Belaso a La cifra del. Sig. Giovan Batista Belaso című könyvében leírta a később Vigenère-rejtjelnek elnevezett módszert.                                                                          |
| 1585         | Blaise de Vigenère újra felfedezte és közzétette a Belaso-féle rejtjelezés egy kicsit erősebb változatát. |
| 1586         | Kriptanalízis segítségével bizonyította rá a Babington-összeesküvés résztvevőire bűnösségüket Sir Francis Walsingh, I. Erzsébet angol királynő államminisztere.                                                   |
| 1645 körül   | Megjelent John Wilkins Mercury című angol nyelvű könyve a kriptográfiáról. |
| 1793         | Claude Chappe létrehozta az első nagytávolságú, szemaforjelzéseket használó kommunikációs vonalat. |
| 1795         | Thomas Jefferson megalkotta a Jefferson korongok rejtjelező szerkezetet és módszert, amely azonban csak akkor vált ismertté Bazerie Cilinderek néven, amikor egy évszázad múlva Etienne Bazeries újra felfedezte. |
| 1809-14      | A Félszigeti háború alatt George Scovell, Wellington vezérkarának egyik tisztje kapta a feladatot, hogy megfejtse a franciák rejtjelezett üzeneteit.                                                              |
| 1832         | Létrehozták az elektromágneses telegráfot. |
| 1837         | Samuel Morse megtervezte és szabadalmaztatta az elektromos telegráfot, megalkotta a Morzekódot. |
| 1854         | Charles Wheatstone feltalálta a digrafikus Playfair-rejtjelet. Charles Babbage megfejtette az addig feltörhetetlennek tartott Vigenère-rejtjelet.                                                                 |
| 1883         | Auguste Kerckhoffs megírta La Cryptographie militare (A katonai titkosírás) című tanulmányát. |
| 1885         | Nyilvánosságra kerültek a Beale-papírok, amelyek kriptográfusok és kincsvadászok nemzedékeit késztette fejtörésre.                                                                                                |
| 1890-es évek | Többen egymástól függetlenül feltalálták a szikratávírót, vagy ahogy később elnevezték, a rádiót. |

### A 20. század első fele
A világháborúk, majd a hidegháború valósággal gondolatháborút indított el a harcoló felek titkosítással foglalkozó szakemberei között, amely óriási lendületet adott a matematika és az informatika fejlődésének.
| 1915 körül    | William Friedman a matematikai statisztika módszereit használta fel a kriptanalízisben (kappa-teszt stb.). |
| 1917          | - Gilbert Vernam feltalálta a távgépíró elvén alapuló, a kulcsot lyukasztott távírószalag formájában tároló rejtjelező gépet, majd Joseph Mauborgne-nel együtt az egyszeri kulcsos módszert. - Az angol rejtjelfejtők dekódolták a német külügyminiszternek, Zimmermannak a mexikói elnökhöz intézett táviratát, amelynek következtében az Amerikai Egyesült Államok belépett az első világháborúba. |
| 1919          | Arthur Scherbius feltalálta és szabadalmaztatta az első forgó keverőtárcsákra épülő rejtjelező gépet, amelyet később Enigmának neveztek el. Vele szinte egy időben három másik feltaláló is hasonló gépet épített: Hugo Alexander Koch, Arvid Damm és Edward Hebern. |
| 1931          | Megjelent Herbert O. Yardley Az amerikai fekete szoba című könyve, ami az általa vezetett, 1913 és 1929 között működő szervezet (MI-8) tevékenységéről szólt. |
| 1932          | A lengyelek Marian Rejewski, Jerzy Różycki és Henryk Zygalski a feltöri a német hadsereg Enigmával kódolt üzeneteit. |
| 1940          | - Az amerikai hadsereg kódfejtő részlege (SIS) feltörte a japánok Purple elnevezésű gépének a kódját. - Alan Turing megtervezte az elektromechanikus Turing-bombát, amelyekkel az Állami Rejtjelező és Rejtjelfejtő Iskola (GS&CS) bombakezelői néhány óra alatt képesek voltak az Enigma naponta változó alapbeállításait és kódjait feltörni.                                                      |
| 1941 december | A JN-25-ös japán kód hirtelen megváltoztatása révén a japán csendes-óceáni flotta meglepte és elpusztította a Pearl Harborban állomásozó amerikai hadihajókat, az USA belépett a második világháborúba. |
| 1942          | - Az amerikai hadsereg navahó indiánokat képezett ki rádiósnak, akik anyanyelvükön továbbították a kódszavakkal tarkított üzeneteket. - Az amerikaiak megfejtették a JN-25 új verzióját, ami jelentős szerepet játszott a fordulópontot jelentő Midwayi csata megnyerésében. |
| 1943          | - Max Newman, Wynn-Williams, és GS&CS-beli csapatuk befejezte a Heath Robinson elnevezésű speciális kódtörő gépet. - A Bletchley Parkban dolgozó Thomas Flowers a német Lorenz kód (SZ42) feltörésére létrehozta a Colossus nevű gépet, amely tekinthető a legelső programozható számítógépnek. |
| 1946          | A Venona projekt első sikeres betörése a magas szintű szovjet diplomáciai hírszerzés adatforgalmába. |
| 1948          | Megjelent Claude Shannon A kommunikáció matematikai elmélete (Mathematical Theory of Communication) című munkája, amely az információelmélet legalapvetőbb törvényeit tartalmazta. |

### A 20. század második fele
Megjelentek a nagy teljesítményű számítógépek, ami további lökést adott a kriptográfiának, mivel segítségükkel bonyolult és a hagyományos módszerekkel fejthetetlennek tűnő kódokat lehetett feltörni és előállítani.
A 20. század második felében a kriptográfia tudománya szorosan összefonódott a számítástechnika fejlődésével, az internet- és mobilkommunikáció által alkalmazott adattitkosítási algoritmusokkal.
| 1952         | Megalapították az Amerikai Egyesült Államok kormányának kriptológiai szervezetét, a Nemzetbiztonsági Ügynökséget (NSA). |
| 1957         | Az NSA létrehozta a TSEC/KW-26, ROMULUS kódnevű titkosítási rendszert, amelyet az USA, majd később a NATO országok is használtak. (Ez váltotta fel az olyan régebbi forgótárcsás vagy elektromechanikus rendszereket, mint a SIGABA és az angol 5-UCO.) |
| 1964         | Megjelent David Kahn Kódfeltörők (The Codebreakers) című könyve, amely először foglalkozott a kódok fejlődésével. |
| 1968         | John Anthony Walker információkat adott el a Szovjetuniónak a KL-7, ADONIS kódnevű forgótárcsás kódgépről. (Walker csak 1985-ben bukott le, a KL-7-et azután nem használták.) |
| 1969         | Rákapcsolták az – internet elődjének számító, IP-alapú – ARPANET hálózatra az első szervert. |
| 1974         | Horst Feistel, az IBM kriptográfusa létrehozta a Feistel-féle általános hálózati blokk kódoló eljárást. |
| 1976         | - Az IBM által kifejlesztett és publikált DES (Data Encryption Standard) lett az Egyesült Államok hivatalos Szövetségi Információs Szabványa. - Megjelent Whitfield Diffie és Martin Hellman Új direktívák a kriptográfiában (New Directions in Cryptography) című könyve egy radikálisan új, az úgynevezett kulcsmegosztáson alapuló kriptográfia fogalmát vezette be. |
| 1977         | Ron Rivest, Adi Shamir és Len Adleman kifejlesztették az RSA eljárást. |
| 1981         | Richard Feynman elméletben megtervezte a kvantum számítógépet. |
| 1986         | A kormányzati és vállalati komputerekkel szembeni egyre sokasodó támadások és betörési kísérletek után az Egyesült Államok Kongresszusa elfogadta a Computer Fraud and Abuse Act (Számítógéppel elkövetett csalás és visszaélés) törvényt, amely bűncselekménynek nyilvánította a számítógépes rendszerekbe való illetéktelen behatolást. |
| 1988         | Kifejlesztették az első optikai chipet. |
| 1989         | Tim Berners-Lee és Robert Cailliau a CERN-ben létrehozta a későbbi Világháló prototípusát. |
| 1991         | - Phil R. Zimmermann nyilvánossá tette az általa kifejlesztett PGP nevű publikus kulcsú titkosítási programot, amely a legelterjedtebb e-mail titkosító szoftver lett a világon. - Az RSA Laboratórium elindította az RSA Faktorizációs Versenyt, hogy bátorítsa a kutatást a számítógépes számelmélet és a nagy számok faktorizációjának gyakorlati nehézségei terén. |
| 1994         | - Megjelent Bruce Schneier Alkalmazott kriptográfia (Applied Cryptography) című műve. - A Netscape kibocsátotta a Secure Sockets Layer (SSL) titkosító protokollját. - Peter Shor kigondolt egy algoritmust, amely alapján a kvantumszámítógépek képesek meghatározni nagy számok faktorizációját. (Ez volt az első olyan érdekes probléma, ahol a kvantumszámítógépek jelentős sebesség-növekedéssel kecsegtettek, és ez – főleg a kriptográfusok körében – nagyban növelte az irántuk való érdeklődést.) - Az régebben védett, de nem szabadalmaztatott RC4 titkosító algoritmust közzétették az interneten. |
| 1995         | Az NSA kiadta a SHA-1 hash algoritmust, mint az általuk kifejlesztett Digitális Aláírás Szabvány (Digital Signature Standard)részét. |
| 1997         | - Kiadták az OpenPGP specifikációját. - Az Usenet közzétette a Ciphersaber nevű szimmetrikus kulcsú titkosító eljárást, mely olyan egyszerű volt, hogy algoritmusát emlékezetből rekonstruálni lehetett. |
| 1999 október | Megjelent a DeCSS számítógépes program, mely képes volt feltörni a CSS (Content-Scrambling System) kódolású video DVD tartalmakat. |
|              | |
| 2000         | - Az Egyesült Államok kormánya enyhítette a kriptográfia exportjára vonatkozó korlátozásán. - Az RSA Security Inc. – néhány nappal a szabadalom lejárta előtt – publikussá tette az általuk használt RSA algoritmust. (Ez, az export tilalom enyhítésével együtt ledöntötte az utolsó korlátot is a szoftverek világhálós disztribúciója előtt.) - Az angol nyomozói erők szabályozásáról szóló törvény (Regulation of Investigatory Powers Act) kötelez mindenkit arra, hogy hivatalos kérés esetén kiszolgáltassa kriptográfiai kulcsait az arra jogosult személynek. - Elindult az európai NESSIE (New European Schemes for Signatures, Integrity and Encryption) és a japán CRYPTREC elnevezésű projekt, melynek célja a biztonságos titkosítás alapjainak meghatározása volt. (Mindkettő 2003-ban fejeződött be.) |

### 21. század
| 2001 | Az amerikai Nemzeti Szabványügyi és Technológiai Intézet (National Institute for Standards and Technology) öt évig tartó elemzés után a belga Rijndael algoritmust választotta az Egyesült Államok új hivatalos titkosítási szabványául, neve AES (Advanced Encryption Standard). |
| 2005 | Amerikai Szövetségi Nyomozóiroda ügynökök bebizonyították, hogy képesek feltörni a WEP (Wired Equivalent Privacy) rádiós hálózatok titkosítási eljárását mindenki által elérhető eszközök segítségével.                                                                           |
| 2007 | Szabadon letölthetővé válik egy, a szivárványtábla-módszert alkalmazó szoftver, amely az operációs rendszerből kibányászott és egy adatbázissal összevetett, eddig biztonságosnak hitt jelszavakat másodpercek alatt feltöri.                                                     |

A jövő egyik lehetséges útja a kvantumkriptográfia.

## Külső hivatkozások
- International Association for Cryptologic Research
- Helger Lipmaa's cryptography pointers
- RSA Laboratories' FAQ About today's cryptography  essentially elementary coverage
- sci.crypt mini-FAQ (more recent)
- Savard's glossary an extensive and detailed view of cryptographic history with emphasis on crypto devices
- Open source project CrypTool - Exhaustive educational tool about cryptography and cryptanalysis, freeware.
- Cryptography World - A very basic guide to cryptography and key management.
- Handbook of Applied Cryptography (Free to download as .pdf)
- Techworld Elementary Primer: What is Encryption?
- Links for password-based cryptography
- http://www.cryptox.hu/crypto09.php
- http://www.titoktan.hu/index_b.php